# Prasinocyma crenulata
Prasinocyma crenulata är en fjärilsart som beskrevs av Fletcher 1958. Prasinocyma crenulata ingår i släktet Prasinocyma och familjen mätare. Inga underarter finns listade i Catalogue of Life.